# Sofia Bleckur
Sofia Bleckur (Rättvik, 3 de julio de 1984) es una deportista sueca que compitió en esquí de fondo. Ganó una medalla de plata en el Campeonato Mundial de Esquí Nórdico de 2015, en la prueba por relevos.

## Palmarés internacional
| Campeonato Mundial | Campeonato Mundial | Campeonato Mundial | Campeonato Mundial |
| Año                | Lugar              | Medalla            | Prueba             |
| ------------------ | ------------------ | ------------------ | ------------------ |
| 2015               | Falun (Suecia)     | Medalla de plata   | Relevo 4 × 5 km    |